# بهرام جور

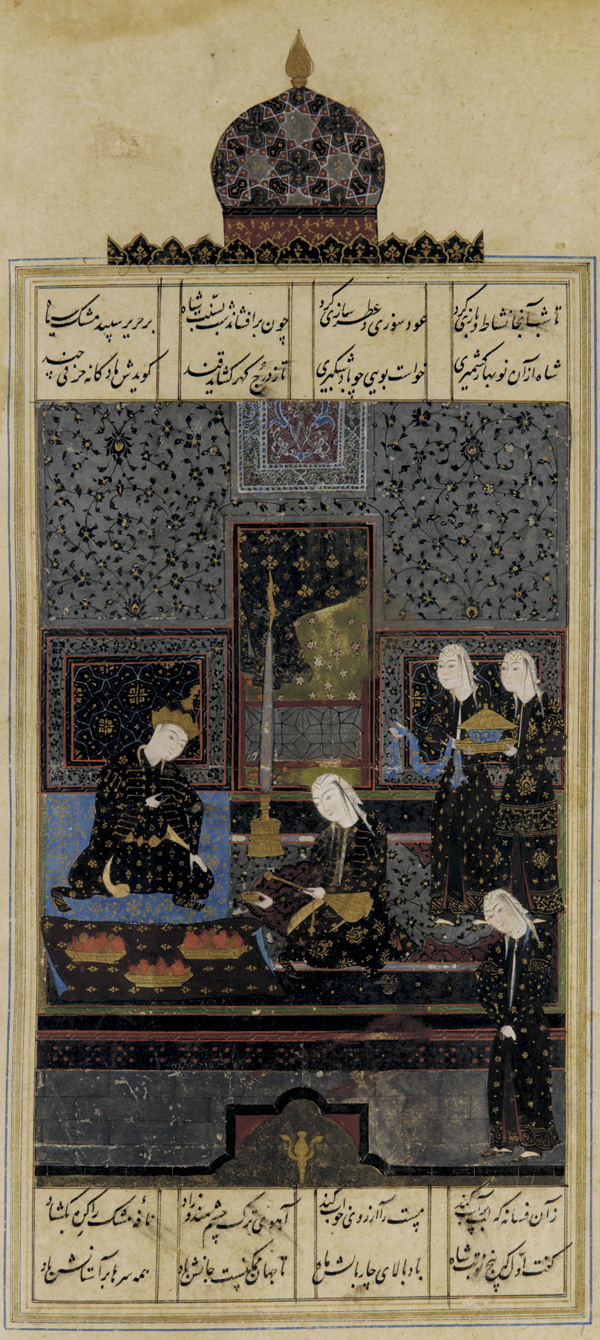
بهرام جور هي من عيون الأدب والشعر الفارسي. بهرام والأميرة الهندية في المقصورة السوداء. وشرح القصة يظهر في أسفل الصفحة على شكل خماسيات شعرية للشاعر نظامي، من الحقبة الصفوية بمنتصف القرن السادس عشر.

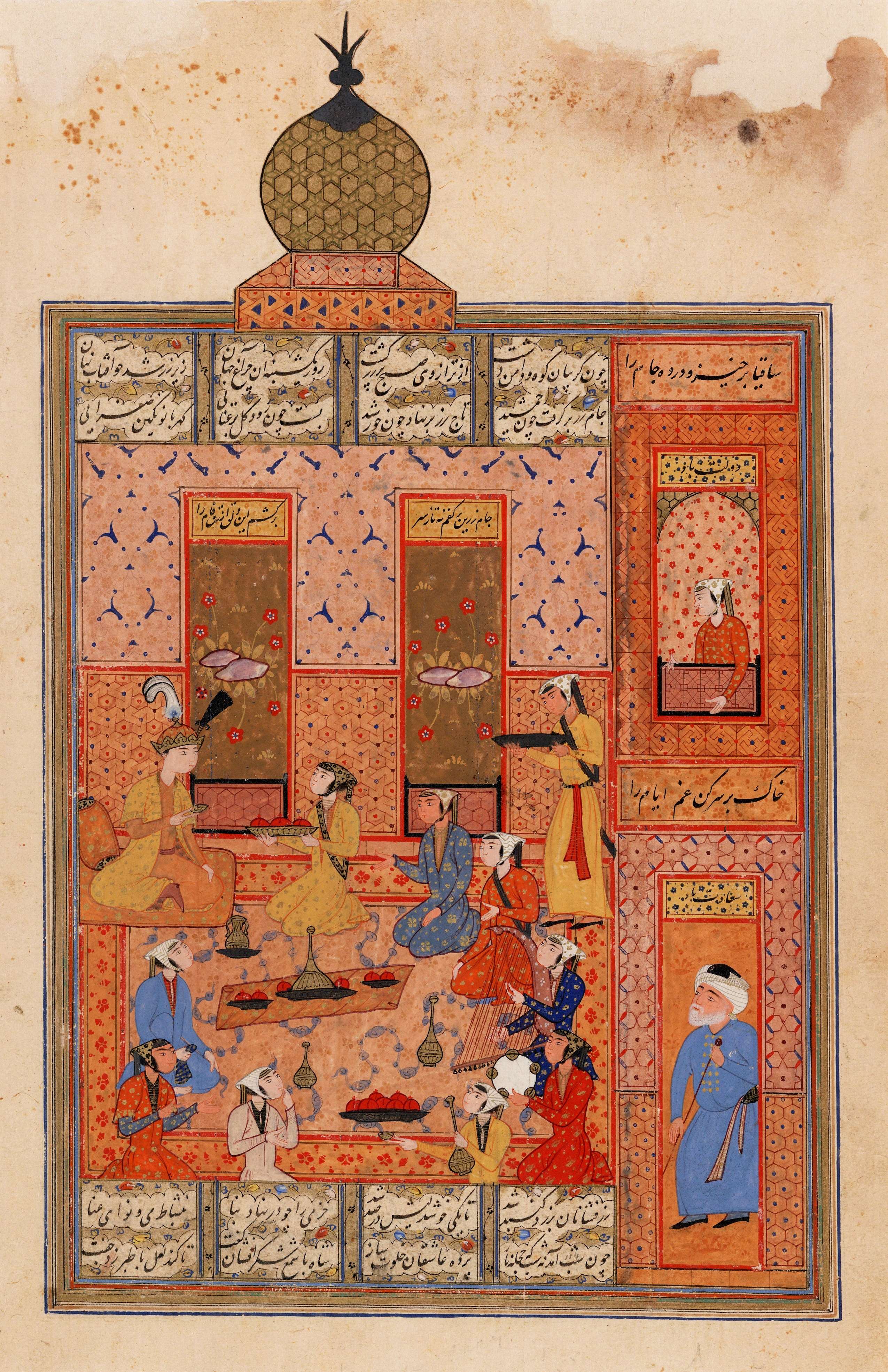
بهرام غور في المقصورة الصفراء - خماسيات شعرية للشاعر نظامي

بهرام جور أو بهرام كور أو بهرام غور (باللغة الفارسية: بهرام گور) بهرام الخامس (420- 438 م) كان ملكاً ساسانياً وذلك يوافق رواية الطبرى والبيروني أنه حكم ثمانى عشرة سنة وعشرة أشهر وعشرين يوما ويخالف رواية أخرى في الطبري ومروج الذهب أنه حكم ثلاثا وعشرين سنة.
و قد أطالت الأساطير حكمه وسيرته، كما في الشاهنامه وفي بهرام‌نامه وفي هفت بيكر، إذا كان ملكا شجاعا محببا إلى رعيته فاخترعوا له قصصا تبين عن مكانته في نفوسهم، كدأب العامة مع كل ملك عظيم أو بطل كبير.
وكان بهرام موفقا في سياسته فقد صالح الروم على شروط عادلة بعد أن هزموا جيشه، وهزم الهياطلة. وساس رعيته عادلا لا يحابى، وحث الناس على الزراعة وأعانهم عليها، ونفّق العلوم والآداب. ولم يمنعه حب اللهو والصيد أن يؤدى ما يجب عليه. ولما مات كانت فارس في أوج عظمتها.
و قد ذكرت سيرة بهرام في صباه وتربيته بين العرب في يمن، وقد بقيت ذكرى هذا في الأدب الفارسي والعربي. فالفرس يقولون أنه أوّل من قال الشعر ويروون له أبياتا فارسية. والعرب يروون من شعره العربي والفارسي.